# Anthill Common
Anthill Common – wieś w Anglii, w hrabstwie Hampshire. Leży 28 km na południowy wschód od miasta Winchester i 96 km na południowy zachód od Londynu.